# ویلیام اسپاتیسوود
ویلیام اسپاتیسوود (انگلیسی: William Spottiswoode؛ ۱۱ ژانویهٔ ۱۸۲۵ – ۲۷ ژوئن ۱۸۸۳) یک ریاضیدان و فیزیک‌دان اهل انگلستان بود.